# Who Wants to Live Forever
"Who Wants to Live Forever" é uma canção da banda de rock britânica Queen. Foi lançada como a sexta faixa do álbum A Kind of Magic, lançado em junho de 1986, e como single no formato vinil 7"/12" no mesmo ano. Escrita pelo guitarrista Brian May, como parte da trilha sonora do longa-metragem Highlander. A instrumentação ficou por conta de Michael Kamen, o mesmo que compôs a trilha instrumental do filme. Segundo May, esta foi a primeira música que compuseram para o filme, já no carro, enquanto voltavam duma exibição prévia da produção. Trata basicamente da relação entre o imortal Connor MacLeod (interpretado por Christopher Lambert) e sua amada Heather (Beatie Edney). Foi usada mais tarde nalguns episódios da série televisiva Highlander: The Series: The Gathering, Revenge is Sweet, The Hunters e Leader of the Pack. May é o principal vocalista na primeira estrofe, antes que Freddie Mercury toma a dianteira em praticamente todo o restante da música. Apenas na versão do filme Mercury é o principal vocalista desde a primeira estrofe. Em apresentações ao vivo, Mercury também canta a canção inteira.
Há duas versões de videoclipes: uma possui cenas do filme e a outra é composta apenas do vídeo produzido para a canção. Nele, os integrantes da banda encontram-se numa orquestra, a tocar instrumentos acústicos, à exceção de May e Mercury. O cenário contém duas mil velas, e ao final um coral de quarenta crianças entoa o refrão. A versão da música com coral é exclusiva do videoclipe.
Uma versão instrumental da canção, "Forever", foi incluída como uma faixa bônus na versão em CD do álbum. Ela é composta basicamente de piano, com acompanhamento de teclado durante a parte do coral. Esta versão foi gravada apenas por Brian May.
Sua versão em videoclipe foi a última do Queen a apresentar Freddie Mercury antes de contrair AIDS. Por conta de discussões internas no grupo, Brian May gravou o baixo da canção, fazendo com que John Deacon não participasse da faixa, semelhante ao que ocorreu em "One Year of Love" com Brian.

## Versões cover
Muitos artistas regravaram "Who Wants to Live Forever", entre os quais destacam-se:
- Em 1989, a filha de Brian May Louisa, à altura com oito anos de idade, gravou uma versão, incluída num single de 12", juntamente com outra música que May executa com duas crianças chamadas Ian e Belinda.
- Seal a cantou ao vivo durante o The Freddie Mercury Tribute Concert, em 1992.
- Em 1995, May gravou uma versão com Jennifer Rush para o álbum Out of my hands.
- Luciano Pavarotti a cantou ao vivo com a artista Giorgia para o concerto beneficente Pavarotti & Friends, cujo álbum foi lançado em 1995.
- Sarah Brightman também a gravou para o seu álbum Time to say goodbye, de 1997.
- A banda de metal sinfônico After Forever a gravou em um single, contando com a participação dos vocais de Arjen Lucassen em 2002
- A banda de metal Breaking Benjamin gravou um cover da canção em 2005 para o álbum Killer Queen: A Tribute to Queen.
- A cantora galesa Katherine Jenkins gravou um cover da canção em 2009 para o álbum Believe[3].
- A cantora inglesa Camilla Kerslake gravou um cover da canção para o segundo álbum de sua carreira, "Moments" em 2011.
- O quarteto Il Divo gravou uma versão em Italiano para o álbum "A Musical Affair" em 2013.
- A banda de hard rock Hardline gravou um cover da canção em 2019, para o álbum Life.
- A banda de música eletrônica Alemã "Dune" gravou um cover da música em 1997, tendo nos vocais a cantora "Verena von Strenge".

## Ficha técnica
Banda
- Freddie Mercury - vocais
- Roger Taylor - bateria e vocais de apoio
- Brian May - vocais, baixo, teclado e composição